# 淵蓋蘇文 (テレビドラマ)
『淵蓋蘇文』（ヨンゲソムン）は、韓国SBSで2006年7月8日から2007年6月17日まで毎週土日に放送されたテレビドラマである。日本では、KNTV、BS朝日で放送。全100話。

## 出演

### 高句麗
- ヨン・ゲソムン（淵蓋蘇文）：イ・テゴン（青年期）、ユ・ドングン（老年期）、ウン・ウォンジェ（子役）
- コ・ソヨン：イ・セウン
- チョングァンニョ（天官女）：パク・シヨン
- ヨン・ジョント（淵浄土）：イ・ギョンヨン
- ヨン・ナムセン（淵男生）：アン・ジェモ
- ヨン・ナムゴン（淵男建）：キム・ホンピョ
- ヨン・ナムサン（淵男産）：ト・ギソク
- ヨン・ホンソン（淵獻誠）：ソ・ジュニョン
- コ・ゴンム（高建武）/ヨンニュ（栄留）王：チェ・ジョンファン
- コ・ウォン（高元）/ヨンヤン（嬰陽）王：イ・ヒョジョン
- ポジャン（宝蔵）王：イ・ペグク
- ヨン・テジョ（淵太祚）：パク・イナン
- ヨン・テス（淵太秀）：チョン・ドンファン
- ヨン・スジョン（淵洙晶）：ファン・イニョン
- ウルチ・ムンドク（乙支文徳）：イ・ジョンギル
- カン・イシク（姜以式）：キム・シウォン
- ヤン・マンチュン（楊萬春）：シン・ドンフン
- オン・サムン（温沙門）：ソン・ジュニョン（青年期）、パク・ヨンノク（壮年期）
- コ・ジョンウィ（高程宜）：パク・チョロ
- サンゴムニョ（双剣女）：ユン・ジャギョン
- コ・ヨンス（高延壽）：キム・サンスン
- チュクリ（竹離）：チョ・サング

### 新羅
- キム・ボヒ（金宝姫）：イム・ソンオン
- キム・ムニ（金文姫）：イ・メリ、チョン・ヘサン（子役）
- キム・ユシン（金庾信）：イ・ジョンス（青年期）、ユン・スンウォン（壮年期）
- キム・フムスン（金欽純）：イ・キョン（青年期）、キム・ギボク（壮年期）
- キム・ヨンチュン（金龍春）：キム・ヒョンイル
- キム・チュンチュ（金春秋）：キム・ビョンセ
- キム・ボンミン（金法敏）：ペク・スンヒョン
- アルチョン（閼川）：キム・ジョンハク

### 百済
- ウィジャ王（義慈王）：ムン・フェウォン
- ソンチュン（成忠）：メン・サンフン
- フンス（興首）
- ケベク（階伯)：チョン・フンチェ
- ユンチャン（允忠）：イ・イルチェ
- ウンゴ（恩古）
- イムジャ（任子）
- プヨ・ヒョ（扶余孝）
- プヨ・テ（扶余泰）

### 隋、唐
- 李花：ソン・テヨン
- 呉嬪：イ・ジェウン
- 李世民：イ・ジュヒョン（青年期）、ソ・インソク（壮年期）
- 煬帝：キム・ガプス
- 李密：チェ・ジェソン
- 楊玄感：イ・ジヌ
- 文帝：キム・ソンギョム
- 裴矩：パク・ユンベ
- 楊諒：チョン・ウク
- 愍皇后：ペ・ナヨン
- 独孤皇后：チョン・ドンスク
- 高熲：オ・ソンヨル
- 于仲文：キム・ミョングク
- 来護児：チョン・ミョンファン
- 斛斯政：パク・チンソン
- 宇文述：イム・ヒョクチュ
- 宇文化及：ユン・チョリョン
- 李淵：チェ・ジュボン
- 魏徴：メン・ホリム
- 薛仁貴：ユ・テウン
- 契苾何力：イ・ゲイン
- 長孫無忌：チャン・ハンソン
- 李勣：チョン・サンチョル
- 房玄齢：パク・ヨンジ
- 尉遅敬徳：パク・ピョンフン
- 蘇定方：ペク・インチョル
- 李治：パク・ヒョンジェ
- 則天武后：チャン・ウンビ
- 蕭淑妃：パン・ミンジョン
- 王皇后：チョン・ヒョナ
- 尉遅女：チ・ソンウォン
- 楊勇：キム・ヨンホン
- 李道宗：チョン・ジンギ
- 李建成：チェ・ジョンウ
- 沈叔安：ホン・スンチャン
- 龐孝泰：ソン・ドンヒョク
- 周法尚：ユン・ソヒョン
- 長孫師：ユン・ガプス
- 楊秀：キム・ミョンジン
- 陳大徳：チェ・ソンウン
- 楊昭：ソン・ウジン
- 張衡：ソン・ホギュン
- 李思摩：イム・ビョンギ

## スタッフ
- 演出：イ・ジョンハン
- 脚本：イ・ファンギョン

## 論争
香港の『中国評論新聞網』（2007年3月13日）は、ドラマの中で、太宗が楊万春の放った矢により片目を失明するシーンがあるが、これは中国と朝鮮の正史にはなく、高麗時代以降の朝鮮の詩と野史に登場するだけであり、信憑性が疑わしいのに、ドラマの中で描かれていることに中国の視聴者から不満がでていると報じた。『重慶晩報』（2007年3月12日）は、太宗が矢に打たれて失明したり、刀に腹を刺されるシーンは歴史の歪曲と批判した。『中国通信社』（2008年11月25日）は、ドラマの中で座っている煬帝の背後の屏風に中国の毛沢東の詩『雪』 が書かれていることに中国の視聴者が怒っており、高句麗･渤海関連のドラマは矛盾が多く、客観的事実に基づいていないと報道した。
ウリ歴史文化研究所のキム・ヨンマン所長は、『淵蓋蘇文』が多くの部分で歴史的事実と食い違っており、淵蓋蘇文に会ったこともない隋の煬帝を第3回から第54回までドラマの主人公として扱い、ドラマのアイデンティティを台無しにし、630年の対隋戦勝記念塚を破壊した事件と642年の淵蓋蘇文が起こしたクーデターが同時期であるかのように描写されているなど、時間軸が混乱していることを指摘している。